# Horville-en-Ornois
Horville-en-Ornois is een gemeente in het Franse departement Meuse in de regio Grand Est en telt 63 inwoners (2009).
De gemeente maakt deel uit van het arrondissement Commercy en sinds maart 2015 van het kanton Ligny-en-Barrois. Daarvoor hoorde het bij het toen opgeheven kanton Gondrecourt-le-Château.

## Geografie
De oppervlakte van Horville-en-Ornois bedraagt 7,3 km², de bevolkingsdichtheid is dus 8,6 inwoners per km².
De onderstaande kaart toont de ligging van Horville-en-Ornois met de belangrijkste infrastructuur en aangrenzende gemeenten.

## Demografie
Onderstaande figuur toont het verloop van het inwonertal (bron: INSEE-tellingen).